# Маленець (Конецький повіт)
Маленець (пол. Maleniec) — село в Польщі, у гміні Руда-Маленецька Конецького повіту Свентокшиського воєводства.
Населення — 76 осіб (2011).
У 1975-1998 роках село належало до Келецького воєводства.

## Демографія
Демографічна структура на день 31 березня 2011 року:
|          | Загалом | Допрацездатний вік | Працездатний вік | Постпрацездатний вік |
| -------- | ------- | ------------------ | ---------------- | -------------------- |
| Чоловіки | 39      | 3                  | 31               | 5                    |
| Жінки    | 37      | 3                  | 20               | 14                   |
| Разом    | 76      | 6                  | 51               | 19                   |